# نيفرمايند
نيفرمايند (بالإنجليزية: Nevermind) هو ألبوم الإستديو الثاني لفرقة الروك الأمريكية نيرفانا، صدر بتاريخ 24 سبتمبر 1991. من إنتاج بوتش فيغ، نيفرمايند هو الإصدار الأول للمجموعة لصالح شركة دي جي سي. سعى مغني الفرقة كيرت كوبين لتقديم موسيقى خارج حدود مشهد الغرنج في سياتل، اجتذاب التأثير من مجموعات مثل بيكسيز واستخدامهم لديناميكية «صاخب/هادئ». وهو الألبوم الأول للفرقة الذي يشارك فيه عازف الطبول ديف غرول.

## روابط خارجية
- Nevermind على موقع الموسوعة البريطانية (الإنجليزية)
- Nevermind على موقع أول موفي (الإنجليزية)